# Martin Sajdik

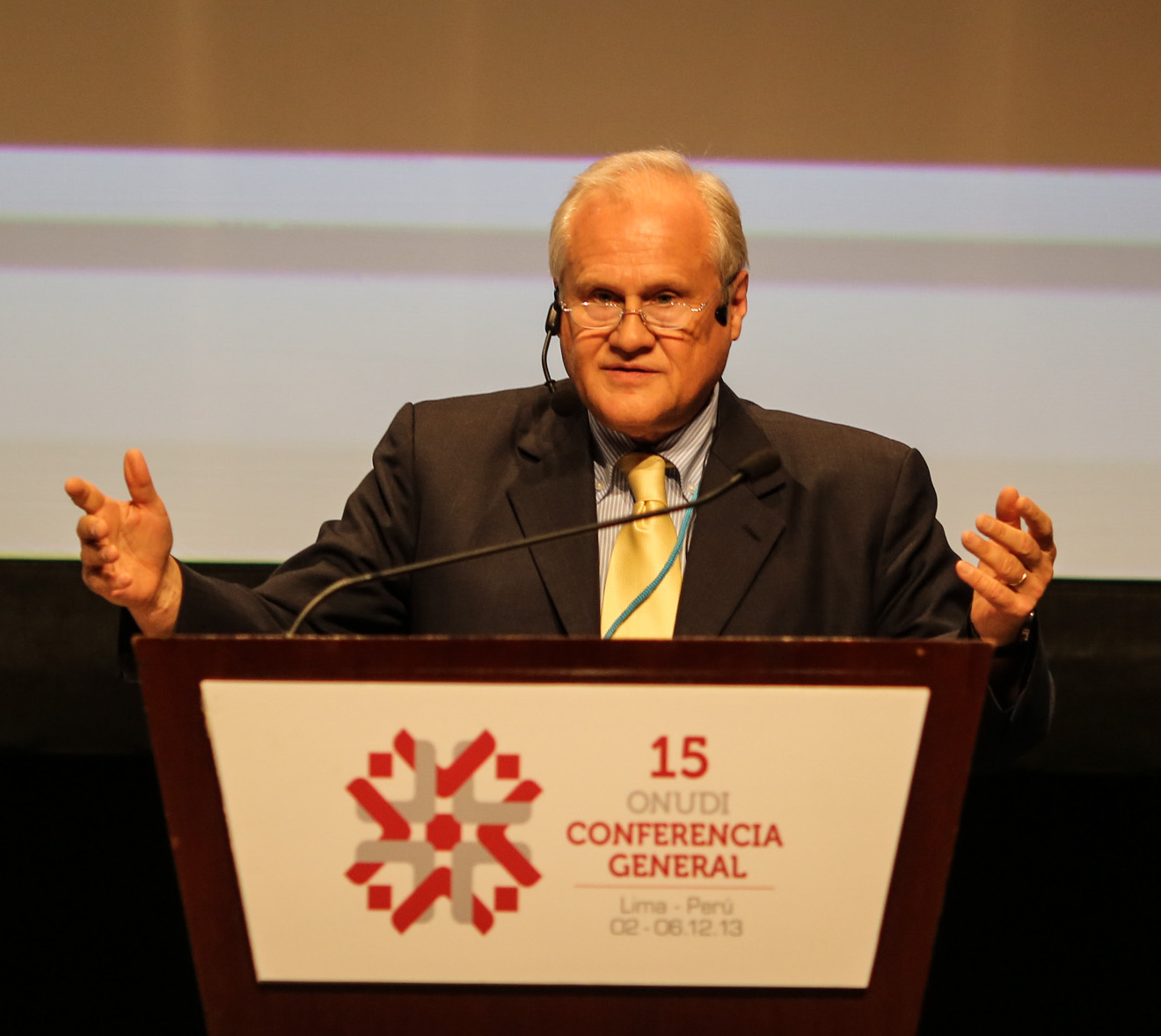
Martin Sajdik (2013)

Martin Sajdik (* 14. Januar 1949) ist ein österreichischer Diplomat. Er war von Anfang 2012 bis Mitte 2015 Ständiger Vertreter Österreichs bei den Vereinten Nationen.
Er ist der Vater der Musikerin und Schauspielerin Valérie Sajdik.

## Leben
Nach seiner Matura am Theresianum studierte er Rechtswissenschaften an der Universität Wien. 1972 wechselte Martin Sajdik, unterstützt durch ein Völkerrechts-Stipendium des Bundesministeriums für Wissenschaft und Forschung, an die Lomonossow-Universität in Moskau. Von 1973 bis 1974 studierte er an der Johns-Hopkins-Universität. Anschließend diente er als Volontär an den österreichischen Außenhandelsstellen von Belgrad und Nairobi.
Von 1974 bis 1975 absolvierte er sein Gerichtsjahr und arbeitete danach als Assistent der Exportleitung bei der Stollack AG.
1978 startete Martin Sajdik seine diplomatische Karriere als Botschaftssekretär bei der Vertretung in Genf. Von 1980 bis 1985 war er Botschaftsrat und Presseattaché und ab 1991 Gesandter an der österreichischen Botschaft in Moskau. Anschließend leitete er die Abteilung Immobilienmanagement und Beschaffungswesen des Außenministeriums. 1997 wurde ihm die Abteilung EU-Erweiterung, Außenwirtschaftsbeziehungen sowie Zentral-, Ost- und Südosteuropa übertragen.
Anschließend wurde er September 2003 zum Leiter der Wirtschafts- und integrationspolitischen Sektion im Außenministerium bestellt.
Ab 1. August 2007 war Martin Sajdik der österreichische Botschafter in der Volksrepublik China, Nordkorea und der Mongolei.
Von 4. Januar 2012 bis 30. August 2015 war er Missionschef der Ständigen Vertretung Österreichs bei den Vereinten Nationen in New York, im Rang eines außerordentlichen und bevollmächtigten Botschafters.
Außerhalb seiner diplomatischen Tätigkeiten war er unter anderem als Exekutivrat und Leiter der Pressestelle bei der KSZE tätig.  Von 1987 bis 1989 leitete er die Moskauer Repräsentanz der Creditanstalt-Bankverein und von 1991 bis 1994 war Sajdik Geschäftsführer des Maculan-Konzerns.
Im Juni 2015 wurde bekannt, dass er Ukraine-Sondergesandter der Organisation für Sicherheit und Zusammenarbeit in Europa werden soll. Am 5. Juni 2015 hatte das Schweizer Fernsehen (SRF) berichtet, die Ukraine-Sondergesandte Heidi Tagliavini wünsche „ihre Tätigkeit in nächster Zeit zu beenden“.
Zum Beginn des Jahres 2020 übergab Saijdik den Posten des Ukraine-Sondergesandten der Organisation für Sicherheit und Zusammenarbeit in Europa an Heidi Grau. Kurz vor Ende seiner Amtszeit hatte er noch einen Gefangenenaustausch zwischen den verfeindeten Parteien bewirkt.
Gegenwärtigen Gedankenexperimenten zur Neutralität Österreichs steht Martin Sajdik skeptisch ("Themenverfehlung") gegenüber.